# Llista de composicions de Chopin

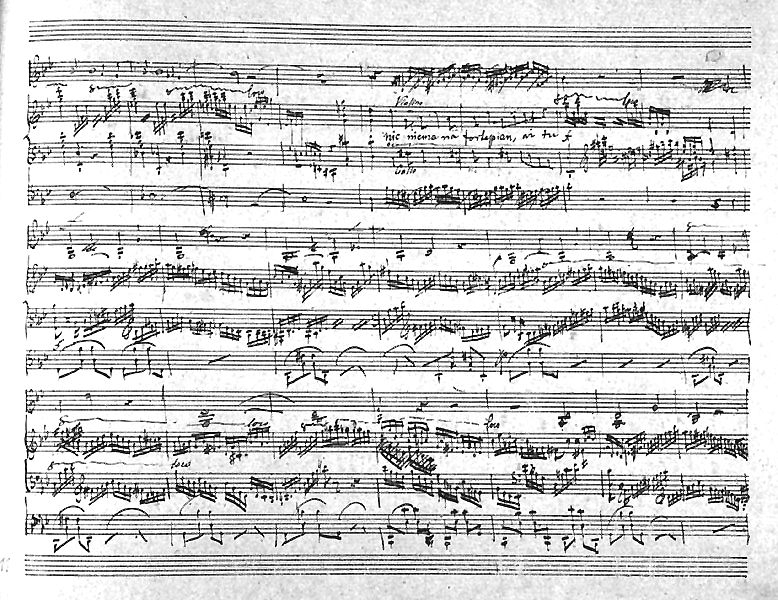
Partitura autògrafa del Trio per a piano, violí i violoncel, op. 8 (1829)

Aquesta és una llista de composicions de Chopin, agrupades segons el tipus d'obra. Per a veure la llista ordenada per número d'opus, vegeu l'apartat d'obres a l'article sobre el compositor.
Les obres de Chopin ocupen un lloc prominent dins del repertori pianístic. Les balades, els scherzi, la barcarola (op. 60), la fantasia (op. 49), les sonates, així com peces més breus com els impromptus, masurques, nocturns, valsos i poloneses, són un referent en els concerts dels pianistes i formen una part substancial de la música enregistrada per a piano. També cal no oblidar les dues col·leccions més conegudes: els 24 Preludis (op. 28) i els Estudis (op. 10 i op. 25), obres bàsiques en la formació de qualsevol pianista.
Tot i que Chopin és el compositor més important d'obres per a piano sol, també va escriure dos concerts per a piano, algunes cançons amb textos polonesos, i peces de cambra, incloent-hi un trio de piano i una sonata per a violoncel.
Les dues seccions d'aquesta llista utilitzen els números d'opus tradicionals, així com números del catàleg de Krystyna Kobylanska (KK), Josef Michal Chominski (A, D, C, P, E), i Maurice J. E. Brown (B).
Algunes de les composicions de Chopin no varen ser publicades durant la seva vida per diverses raons. D'altra banda, cal citar algunes composicions de joventut que formen part del seu desenvolupament com a compositor.

## Obres publicades

### Piano solo

#### Balades

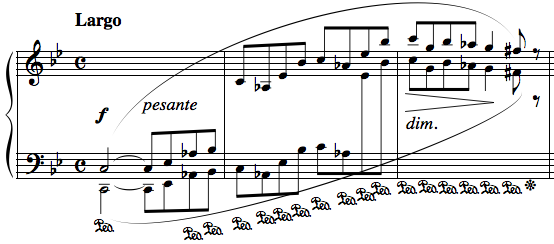
Fragment de la Balada núm. 1

- Op. 23: Balada en sol menor (composta entre 1835-36)
- Op. 38: Balada en fa major (1836-39)
- Op. 47: Balada en la bemoll major (1841)
- Op. 52: Balada en fa menor (1842-43)

#### Estudis
- Op. 10:

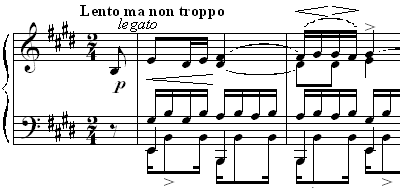
Inici de l'Estudi op. 10 núm. 3, "Tristesa"

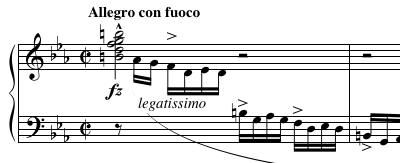
Inici de l'Estudi op. 10 núm. 12, "Revolucionari"

  - núm. 1: Estudi en do major (1830)
  - núm. 2: Estudi en la menor (1830)
  - núm. 3: Estudi en mi major "Tristesa" (1832)
  - núm. 4: Estudi en do sostingut menor (1832)
  - núm. 5: Estudi en sol bemoll major "Negret" (1830)
  - núm. 6: Estudi en mi bemoll menor (1830)
  - núm. 7: Estudi en do major (1832)
  - núm. 8: Estudi en fa major (1829)
  - núm. 9: Estudi en fa menor (1829)
  - núm. 10: Estudi en la bemoll major (1829)
  - núm. 11: Estudi en mi bemoll major (1829)
  - núm. 12: Estudi en do menor "Revolucionari" (1831)
- Op. 25:
  - núm. 1: Estudi en la bemoll major (1836)
  - núm. 2: Estudi en fa menor (1836)
  - núm. 3: Estudi en fa major (1836)
  - núm. 4: Estudi en la menor (1832–1834)
  - núm. 5: Estudi en mi menor (1832–1834)
  - núm. 6: Estudi en sol sostingut menor (1832 1834)
  - núm. 7: Estudi en do sostingut menor (1836)
  - núm. 8: Estudi en re bemoll major (1832-1834)
  - núm. 9: Estudi en sol bemoll major (1832-1834)
  - núm. 10: Estudi en si menor (1832-1834)
  - núm. 11: Estudi en la menor (1834)
  - núm. 12: Estudi en do menor (1836)
- Trois nouvelles études:
  - núm. 1: Estudi en fa menor (1839)
  - núm. 2: Estudi en la bemoll major (1839)
  - núm. 3: Estudi en re bemoll major (1839)

#### Fantasies
- Op. 49: Fantasia en fa menor

#### Impromptus
- Op. 29: Impromptu en la bemoll major
- Op. 36: Impromptu en fa sostingut major
- Op. 51: Impromptu en sol bemoll major (composta el 1843)
- Op. pòstuma 66: Fantasia-Impromptu en do sostingut menor (composta el 1834)

#### Masurques
- Op. 6, Quatre Masurques:
  - núm. 1: Masurca en fa sostingut menor
  - núm. 2: Masurca en do sostingut menor
  - núm. 3: Masurca en mi major
  - núm. 4: Masurca en mi bemoll menor
- Op. 7, Cinc Masurques:
  - núm. 1: Masurca en si bemoll major
  - núm. 2: Masurca en la menor
  - núm. 3: Masurca en fa menor
  - núm. 4: Masurca en la bemoll major
  - núm. 5: Masurca en do major
- Op. 17, Quatre Masurques:
  - núm. 1: Masurca en si bemoll major
  - núm. 2: Masurca en mi menor
  - núm. 3: Masurca en la bemoll major
  - núm. 4: Masurca en la menor
- Op. 24, Quatre Masurques:
  - núm. 1: Masurca en sol menor
  - núm. 2: Masurca en do major
  - núm. 3: Masurca en la bemoll major
  - núm. 4: Masurca en si bemoll menor
- Op. 30, Quatre Masurques:
  - núm. 1: Masurca en do menor
  - núm. 2: Masurca en si menor
  - núm. 3: Masurca en re bemoll major
  - núm. 4: Masurca en do sostingut menor
- Op. 33, Quatre Masurques:
  - núm. 1: Masurca en sol sostingut menor
  - núm. 2: Masurca en re major
  - núm. 3: Masurca en do major
  - núm. 4: Masurca en si menor
- Op. 41, Quatre Masurques:
  - núm. 1: Masurca en do sostingut menor
  - núm. 2: Masurca en mi menor
  - núm. 3: Masurca en si major
  - núm. 4: Masurca en la bemoll major
- Op. 50, Tres Masurques:
  - núm. 1: Masurca en sol major
  - núm. 2: Masurca en la bemoll major
  - núm. 3: Masurca en do sostingut menor
- Op. 56, Tres Masurques:
  - núm. 1: Masurca en si major
  - núm. 2: Masurca en do major
  - núm. 3: Masurca en do menor
- Op. 59, Tres Masurques:
  - núm. 1: Masurca en la menor
  - núm. 2: Masurca en la bemoll major
  - núm. 3: Masurca en fa sostingut menor
- Op. 63, Tres Masurques:
  - núm. 1: Masurca en si major
  - núm. 2: Masurca en fa menor
  - núm. 3: Masurca en do sostingut menor
- Op. posth. 67. Quatre Masurques:
  - núm. 1: Masurca en sol major
  - núm. 2: Masurca en sol menor
  - núm. 3: Masurca en do major
  - núm. 4: Masurca en la menor
- Op. posth. 68. Quatre Masurques:
  - núm. 1: Masurca en do major
  - núm. 2: Masurca en la menor
  - núm. 3: Masurca en fa major
  - núm. 4: Masurca en fa menor
- S 1, núm. 2, Dues masurques:
  - a. Masurca en sol major (1836)
  - b. Masurca en si bemoll major (1836)
- S 2, Dues masurques:
  - núm. 4, Masurca núm. 50 en la menor "El nostre temps" (1840)
  - núm. 5, Masurca núm. 51 en la menor "Émile Gaillard" (1841)
- P 2, Quatre masurques:
  - núm. 1, Masurca en si bemoll major (1832)
  - núm. 2, Masurca en re major (1832)
  - núm. 3, Masurca en do major (1833)
  - núm. 4, Masurca en la bemoll major (1834)
- A 1, núm. 1: Masurca en fa major "Mazurek" (1820)
- P 1, núm. 7: Masurca en re major (1829)

#### Nocturns
- Op. 9:
  - núm. 1: Nocturn en si bemoll menor
  - núm. 2: Nocturn en mi bemoll major
  - núm. 3: Nocturn en si major
- Op. 15:
  - núm. 1: Nocturn en fa major (1830-1831)
  - núm. 2: Nocturn en fa sostingut major (1830-1831)
  - núm. 3: Nocturn en sol menor (1833)
- Op. 27: 
  - núm. 1: Nocturn en do sostingut menor
  - núm. 2: Nocturn en re bemoll major
- Op. 32:
  - núm. 1: Nocturn en si major (1836-1837)
  - núm. 2: Nocturn en la bemoll major (1836-1837)
- Op. 37:
  - núm. 1: Nocturn en sol menor
  - núm. 2: Nocturn en sol major
- Op. 48:
  - núm. 1: Nocturn en do menor
  - núm. 2: Nocturn en fa sostingut menor
- Op. 55:
  - núm. 1: Nocturn en fa menor
  - núm. 2: Nocturn en mi bemoll major
- Op. 62:
  - núm. 1: Nocturn en si major
  - núm. 2: Nocturn en mi major
- Op. pòstuma 72:
  - núm. 1: Nocturn en mi menor
- Publicada pòstumament:
  - Nocturn en do sostingut menor (1830)
  - Nocturn en do menor (1837)

#### Poloneses
- Op. 26:
  - núm. 1: Polonesa en do sostingut menor
  - núm. 2: Polonesa en mi bemoll menor
- Op. 40: 
  - núm. 1: Polonesa en la major "Militar"
  - núm. 2: Polonesa en do menor
- Op. 44: Polonesa en fa sostingut menor
- Op. 53: Polonesa en la bemoll major "Heroica"
- Op. 61: Polonesa-fantasia en la bemoll major
- Op. posth. 71:
  - núm. 1: Polonesa en re menor
  - núm. 2: Polonesa en si bemoll major
  - núm. 3: Polonesa en fa menor
- KK IIa núm. 1: Polonesa en sol menor (1817)
- KK IVa:
  - núm. 1: Polonesa en si bemoll major (1817)
  - núm. 2: Polonesa en la bemoll major (1821)
  - núm. 3: Polonesa en sol sostingut menor (1822)
  - núm. 5: Polonesa en si bemoll menor "Adéu a Guillaume Kolberg" (1826)
  - núm. 8: Polonesa en sol bemoll major (1829).

#### Preludis
- Op. 28:
  - núm. 1: Preludi en do major (compost el 1839)
  - núm. 2: Preludi en la menor (1838)
  - núm. 3: Preludi en sol major (1838-1839)
  - núm. 4: Preludi en mi menor (1838)
  - núm. 5: Preludi en re major (1838-1839)
  - núm. 6: Preludi en si menor (1838-1839)
  - núm. 7: Preludi en la major (1836)
  - núm. 8: Preludi en fa sostingut menor (1838-1839)
  - núm. 9: Preludi en mi major (1838-1839)
  - núm. 10: Preludi en do sostingut menor (1838-1839)
  - núm. 11: Preludi en si major (1838-1839)
  - núm. 12: Preludi en sol sostingut menor (1838-1839)
  - núm. 13: Preludi en fa sostingut major (1838-1839)
  - núm. 14: Preludi en mi bemoll menor (1838-1839)
  - núm. 15: Preludi en re bemoll major ("Gota d'aigua") (1838-1839)
  - núm. 16: Preludi en si bemoll menor (1838-1839)
  - núm. 17: Preludi en la bemoll major (1836)
  - núm. 18: Preludi en fa menor (1838-1839)
  - núm. 19: Preludi en mi bemoll major (1838-1839)
  - núm. 20: Preludi en do menor (1838-1839)
  - núm. 21: Preludi en si bemoll major (1838-1839)
  - núm. 22: Preludi en sol menor (1838-1839)
  - núm. 23: Preludi en fa major (1838-1839)
  - núm. 24: Preludi en re menor (1838-1839)
- Op. 45: Preludi en do sostingut menor (1841)
- Op. pòstuma: Preludi en la bemoll major (1834, publicada 1918)

#### Rondós
- Op. 16: Rondó en mi bemoll major (1832)
- Op. 1: Rondó en do menor
- Op. 5: Rondó à la mazur en fa major (1826)
- Op. 73: Rondó en do major (composta el 1828, publicada pòstumament)

#### Scherzi
- Op. 20: Scherzo núm. 1 en si menor (1831)
- Op. 31: Scherzo núm. 2 en si bemoll menor (1837)
- Op. 39: Scherzo núm. 3 en do sostingut menor
- Op. 54: Scherzo núm. 4 en mi major

#### Sonates
- Op. 4: Sonata per a piano en do menor
- Op. 35: Sonata per a piano en si bemoll menor. El 3r moviment és la famosa "Marxa fúnebre"
- Op. 58: Sonata per a piano en si menor

#### Valsos
- Op. 18: Gran vals brillant en mi bemoll major
- Op. 34:
  - núm. 1: Vals brillant en la bemoll major (1835)
  - núm. 2: Vals brillant en la menor (1831)
  - núm. 3: Vals brillant en fa major (1838)
- Op. 42: Vals en la bemoll major
- Op. 64:
  - núm. 1: "Vals del minut" (1846)
  - núm. 2: Vals en do sostingut menor (1846)
  - núm. 3: Vals en la bemoll major
- Op. pòstuma 69:
  - núm. 1: Núm. 1, de "Vals de l'adeu" (1835)
  - núm. 2: Núm. 2, en si menor
- Op. pòstuma 70:
  - núm. 1: Vals en sol bemoll major
  - núm. 2: Vals en fa menor (dedicat a la pianista alemanya Anna Caroline Oury)
  - núm. 3: Vals en re bemoll major
- Publicada pòstumament:
  - Vals en mi menor
  - Vals en mi major
  - Vals en la menor
  - Vals en la bemoll major
  - Vals en mi bemoll major
  - Vals en mi bemoll major
  - Vals en fa sostingut menor (dubtosa)
- Parcialment perdudes:
  - Vals en do major (1826)
  - Vals en la bemoll major (1827)
  - Vals en la bemoll major (1829 30)
  - Vals en re menor (1827)
  - Vals en mi bemoll major (1829 30)
  - Vals en do major (1831)
- Propietat privada: Vals en si major (1848)

#### Variacions
- Op. 12: Variacions brillants en si bemoll major sobre Je vends du Scapulaires de "Ludóvic" de Hérold
- B. 12a: Variacions en re major sobre un Tema de Thomas Moore per a quatre mans
- B. 14: Variacions en mi major sobre l'ària "Der Schweizerbub: Steh'auf, steh'auf o du Schweitzer Bub"
- B. 37: Variacions en la major, 'Souvenir de Paganini'

#### Altres obres
- Op. 19: Bolero en do major
- Op. 43: Tarantel·la en la bemoll major
- Op. 46: Allegro de concert en la major
- Op. 57: Berceuse en re bemoll major
- Op. 60: Barcarola en fa sostingut major
- Op. 72:
  - núm. 2: Marxa fúnebre (composta el 1829, publicada pòstumament)
  - núm. 3: Tres escoceses (1830, pòstuma)
- B. 17: Contradansa en sol bemoll major
- B. 84: Cantabile en si bemoll major
- B. 109a: Largo en mi bemoll major
- B. 129a: Cànon en fa menor
- B. 144: Fuga en la menor
- B. 151: Àlbum en mi major

### Piano i orquestra
- Op. 2: Variacions sobre Là ci darem la mano del Don Giovanni de Mozart en si bemoll major (1827)
- Op. 11: Concert per a piano núm. 1 en mi menor (1830)
- Op. 14: Rondó à la Krakowiak en fa major (1828)
- Op. 13: Fantasia brillant sobre àries poloneses en la major (1828)
- Op. 21: Concert per a piano núm. 2 en fa menor (1829-30)
- Op. 22: Andante spianato i Gran polonesa en mi bemoll major (1830-31)

### Flauta i piano
B. 9: Variacions en mi major sobre l'ària "Non più mesta" de La Cenerentola de Rossini (1824, espúries)

### Violoncel i piano
- Op. 3: Introducció i polonesa brillant en do major (1829-30)
- Op. 65: Sonata per a violoncel en sol menor (1845–46)
- B. 70: Gran duo concertant en mi major sobre temes de Robert le diable de Meyerbeer (1832, escrit conjuntament amb Auguste Franchomme)

### Violí, violoncel i piano
- Op. 8: Trio en sol menor (1828-29)

### Veu i piano
- 20 cançons en polonès per a veu i piano.